# Thesium micromeria
Thesium micromeria är en sandelträdsväxtart som beskrevs av A. Dc.. Thesium micromeria ingår i släktet spindelörter, och familjen sandelträdsväxter. Inga underarter finns listade i Catalogue of Life.